# Julia Furdea
Julia Furdea (Timișoara, 19 de julho de 1994) é uma modelo austríaca vencedora do Miss Áustria de 2014.